# 北海道ツアーズ
北海道ツアーズ株式会社（ほっかいどうつあーず、英文社名HOKKAIDOTOURS INC.）は北海道札幌市に本社をおく、北海道発の旅行パッケージを中心に営業展開を行う旅行会社。

## 概要
沖縄ツーリスト株式会社の100％出資子会社として2008年2月設立。同年7月から本格的な営業を開始する。北海道発着の旅行を中心に全国8拠点で北海道旅行を専門的に販売する。2011年6月には国内ツアーのアクセスランキングトップ7位にランクインする。2020年4月からは拠点を札幌・東京の2店舗に集約して全国発北海道行き、北海道発道外行きのツアーをオンライン・札幌コールセンターできめ細かく対応し、お客様の立場に立った新しいスタイルで安心・安全な旅の提案を行っている。

## 事業所
- 東京支店　〒110-0005 東京都台東区上野7丁目2番8号 岡田タイルビル2階

## 加盟団体
- 全国旅行業協会（ANTA）正会員 ・旅行業公正取引協議会　会員  ・北海道旅行業協同組合  ・（一社）北海道旅行業協会　会員  ・北海道観光振興機構　正会員  ・札幌商工会議所　会員  ・札幌狸小路商店街振興組合　会員

## 関連会社
- 沖縄ツーリスト株式会社
- 株式会社OTSサービス経営研究所（本社：那覇市）
- 美ら海ハウジング株式会社（本社：那覇市）
- 株式会社エコ（本社：那覇市）
- OTS交通株式会社（本社：那覇市）
- OTS MICE MANAGEMENT株式会社（本社：那覇市）
- OTS GLOBAL PTE. LTD.（本社：シンガポール）
- 大原旅行社有限公司（本社：台北市）
- OTS GLOBAL LTD.（本社：クイーンズタウン）